# Laura Bianconi
Pour les articles homonymes, voir Bianconi.
Laura Bianconi (née le 28 mai 1960 à Rome) est une personnalité politique italienne, membre d'Alternative populaire.
Résidente à Cesena, elle adhère à la Démocratie chrétienne en 1980. Elle présidé le groupe parlementaire de Area Popolare au Sénat.